# WCW Hardcore Championship
O World Championship Wrestling (WCW) Hardcore Championship foi um título de hardcore wrestling disputado na World Championship Wrestling (WCW). O título era defendido em lutas hardcore e, evententualmente, os combates deveriam começar na área dos bastidores e só poderiam acabar no ringue. A regra acabou sendo mudada, fazendo com que as lutas pelo título fossem Falls Count Anywhere.
O campeonato foi defendido entre 1999 e 2001. O primeiro campeão foi Norman Smiley, que derrotou Brian Knobs em Toronto no Mayhem em 21 de novembro de 1999. Outros campeões notáveis foram os membros da 3 Count, que defendiam o título como trio. Em 2000, como parte de uma história, Lance Storm renomeou o título extra-oficialmente para "Saskatchewan Hardcore Invitational Title" (S.H.I.T.).
O último campeão foi Meng, que derrotou Crowbar e o então campeão Terry Funk no WCW Sin em 14 de janeiro de 2001. O título foi abandonado após Meng deixar a WCW pela WWE, não sendo mais defendido e, com a compra da WCW pela WWE, foi entregue à companhia.
Norman Smiley possui o reinado mais longo, com 51 dias, enquanto Carl Ouellet possui o mais curto, que recebeu o título como presente de Lance Storm e o perdeu mais tarde naquela noite para Norman Smiley.

## História
| #  | Lutador                                              | Reinados | Data                    | Dias | Local             | Notas |
| -- | ---------------------------------------------------- | -------- | ----------------------- | ---- | ----------------- | --- |
| 1  | Norman Smiley                                        | 1        | 21 de novembro de 1999  | 51   | Toronto, ON       | Derrotou Brian Knobs.                                                                                             |
| 2  | Brian Knobs                                          | 1        | 11 de janeiro de 2000   | 27   | Erie, PA          | |
| 3  | Bam Bam Bigelow                                      | 1        | 7 de fevereiro de 2000  | 13   | Tulsa, OK         | |
| 4  | Brian Knobs                                          | 2        | 20 de fevereiro de 2000 | 8    | São Francisco, CA | |
| 5  | 3 Count (Evan Karagias, Shane Helms e Shannon Moore) | 1        | 28 de fevereiro de 2000 | 20   | Minneapolis, MN   | Venceram em uma luta 3-contra-1 contra Knobs.                                                                     |
| 5  | Brian Knobs                                          | 3        | 19 de março de 2000     | 22   | Miami, FL         | |
| —  | Vago                                                 | —        | 10 de abril de 2000     | 6    | Denver, CO        | Título vago pelos executivos Eric Bischoff e Vince Russo.                                                         |
| 6  | Terry Funk                                           | 1        | 16 de abril de 2000     | 36   | Chicago, IL       | Derrotou Norman Smiley pelo título.                                                                               |
| 7  | Shane Douglas                                        | 1        | 22 de maio de 2000      | 1    | Grand Rapids, MI  | |
| 8  | Terry Funk                                           | 2        | 23 de maio de 2000      | 13   | Saginaw, MI       | Formou uma dupla com Norman Smiley para derrotar Douglas em uma luta 2-contra-1.                                  |
| 9  | Eric Bischoff                                        | 1        | 5 de junho de 2000      | 1    | Atlanta, GA       | |
| 10 | Johnny The Bull & Big Vito                           | 1        | 6 de junho de 2000      | 13   | Knoxville, TN     | Título dado aos dois por Bischoff. Tratados como co-campeões.                                                     |
| 11 | Big Vito                                             | 2        | 19 de junho de 2000     | 35   | Billings, MT      | Derrotou Johnny The Bull para tornar-se o único campeão.                                                          |
| 12 | Lance Storm                                          | 1        | 24 de julho de 2000     | 21   | Cleveland, OH     | |
| 13 | Carl Oulette                                         | 1        | 14 de agosto de 2000    | 0    | Kelowna, BC       | Título presentado por Storm.                                                                                      |
| 14 | Norman Smiley                                        | 2        | 14 de agosto de 2000    | 42   | Kelowna, BC       | |
| —  | Vago                                                 | —        | 25 de setembro de 2000  | 7    | Long Island, NY   | Título vago por Mike Sanders, substituindo Vince Russo.                                                           |
| 15 | Reno                                                 | 1        | 2 de outubro de 2000    | 35   | São Francisco, CA | Sgt. A-Wall derrotou Reno na final de um torneio, mas Mike Sanders, substituindo Vince Russo, reverteu a decisão. |
| 16 | Crowbar                                              | 1        | 6 de novembro de 2000   | 41   | Chicago, IL       | |
| 17 | Terry Funk                                           | 3        | 17 de dezembro de 2000  | 28   | Washington, D.C.  | |
| 18 | Meng                                                 | 1        | 14 de janeiro de 2001   | 7    | Indianapolis, IN  | Derrotou Funk e Crowbar. Título aposentado após Meng aparecer na WWF.                                             |